# Czesław Miłosz
Czesław Miłosz (AFI [ˈt͡ʂɛswaf ˈmiwɔʂ] ( ? i  escolteu-ne la pronunciació en polonès), Šeteniai, Imperi Rus 1911 - Cracòvia, Polònia, 2004) fou un escriptor, poeta i professor universitari nord-americà, d'origen polonès, guardonat amb el Premi Nobel de Literatura l'any 1980.

## Biografia
Va néixer el 30 de juny del 1911 a la ciutat de Šeteniai, població situada molt a prop de Vílnius, que en aquells moments formava part de l'Imperi rus i que avui dia forma part de Lituània. La seva família era originària de Lituània, encara que de llengua, tradició i cultura polonesa.
Fill d'un enginyer civil, va cursar els estudis superiors de dret a Vílnius. Membre del grup literari Żagary, als vint anys va participar en la creació d'el grup Vanguardia de Vílnius, considerat representatiu de la tendència anomenada "catastrofista" d'entreguerres i partidari de l'estètica de l'absurd, al temps que treballava com a redactor literari a la ràdio. Va debutar com a escriptor el 1930, publicant en aquesta dècada dos volums de poesia: Trzy zimy (Tres hiverns) i Poemat o czasie zastygłym (Poema sobre el temps congelat, 1933), pel qual va aconseguir una beca per viatjar a París, on es va relacionar amb qui seria una de les seves majors influències literàries i filosòfiques: el seu familiar i poeta francès d'origen lituà, Oscar Venceslas de Lubicz-Miłosz. Posteriorment, durant la Segona Guerra Mundial va residir a Varsòvia, on no va participar en el conflicte ni en la resistència però dugué a terme activitats culturals clandestines i d'ajut a perseguits pel nazisme.
Acabada la guerra treballà en el servei diplomàtic de la República popular de Polònia com a agregat cultural a Washington (1945) i després a París (1951), quan es va exiliar i fixà la seva residència a França. La seva evolució ideològica i posterior rebuig al règim polonès, els va plasmar en la col·lecció d'assajos Zniewolony umysł (El pensament captiu, 1953). Llibre que seria imprès i difós massivament per la CIA en el marc de la guerra freda cultural mitjançant el seu organisme de propaganda Congress for Cultural Freedom. El 1953, va rebre el Prix Lettéraire Européen per la seva novel·la El poder canvia de mans.
El 1960, es va traslladar a Berkeley, Estats Units d'Amèrica, convidat per la Universitat de Califòrnia, i de la qual fou posteriorment professor de llengües i literatura eslaves. L'any 1970 aconseguí la ciutadania nord-americana.
L'obra literària de Czeslaw Milosz s'estén a l'àmbit de l'assaig i la novel·la, però és sobretot la poesia el gènere en el qual destaca el seu geni i amb el qual exerciria una influència major en la literatura polonesa.
L'any 1980, fou guardonat amb el Premi Nobel de Literatura per la seva veu inflexible en un món de conflictes severs. Posteriorment, amb la caiguda del teló d'acer, pogué retornar al seu país, on s'establí definitivament els últims anys de la seva vida. Morí el 14 d'agost del 2004 a la seva residència de Cracòvia.

## Obra seleccionada
| - 1930: Kompozycja - 1930: Podróż - 1933: Poemat o czasie zastygłym - 1936: Trzy zimy - 1940: Wiersze - 1942: Pieśń niepodległa - 1945: Ocalenie - 1947: Traktat moralny - 1953: Zniewolony umysł - 1953: Zdobycie władzy - 1953: Światło dzienne - 1955: Dolina Issy - 1957: Traktat poetycki - 1958: Rodzinna Europa - 1958: Kontynenty - 1961: Człowiek wśród skorpionów - 1961: Król Popiel i inne wiersze - 1965: Gucio zaczarowany - 1969: Widzenia nad Zatoką San Francisco - 1969: Miasto bez imienia - 1969: The History of Polish Literature - 1972: Prywatne obowiązki | - 1974: Gdzie słońce wschodzi i kędy zapada - 1977: Ziemia Ulro - 1979: Ogród nauk - 1982: Hymn o perle - 1983: The Witness of Poetry - 1984: Nieobjęta ziemia - 1987: Kroniki - 1989: Metafizyczna pauza - 1991: Poszukiwanie ojczyzny - 1991: Rok myśliwego - 1994: Na brzegu rzeki - 1996: Legendy nowoczesności - 1997: Życie na wyspach - 1997: Piesek przydrożny - 1997: Abecadło Miłosza - 1998: Inne Abecadło - 1999: Wyprawa w dwudziestolecie - 2000: To - 2003: Orfeusz i Eurydyka - 2004: O podróżach w czasie - 2006: Wiersze ostatnie, obra pòstuma |